# پایگاه هوایی

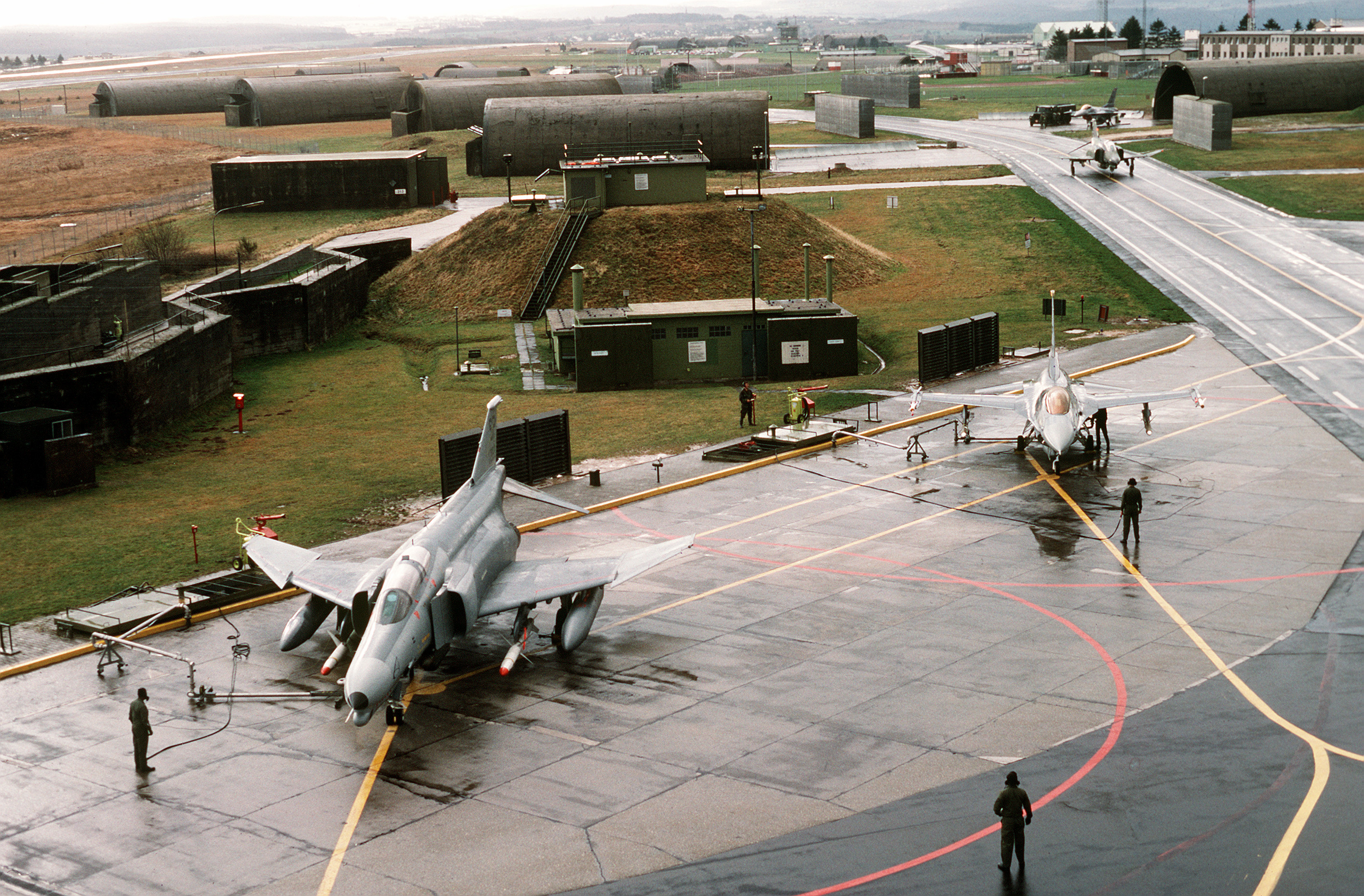
پایگاه هوایی اسپنگدالم در سال ۱۹۹۰

پایگاه هوایی که از آن با نام میدان هوایی نظامی، پایگاه نیروی هوایی و فرودگاه نظامی نیز نام برده می‌شود به فرودگاهی گفته می‌شود که وسیلهٔ نیروهای نظامی برای عملیات هواگردهای نظامی به کار می رود.

## تاسیسات پایگاه هوایی
پایگاه‌های هوایی معمولاً دارای تأسیساتی مشابه فرودگاههای غیر نظامی می‌باشند، برای مثال مراقبت پرواز و آتشنشانی و نجات هوایی جزو تأسیسات اصلی پایگاه‌های هوایی می‌باشند. برخی پایگاه‌های هوایی دارای تأسیسات مسافر نیز می‌باشند. برای مثال فرودگاه نیروی هوایی سلطنتی بریتز نورتون در انگلستان تأسیساتی برای استفاده پروازهای مسافران نیروی هوایی سلطنتی که توسط لاکهید تری استار انجام می‌شوند دارد. تعدادی از پایگاه‌های هوایی همچنین دارای بخش‌های گوچکی (سیویل انکیو) برای مسافران پروازهای تجاری دارند.
برخی پایگاه‌های هوایی دارای دیوارهای محافظ و یا آشیانه‌های هواپیمای محکم کاری شده و یا هنگرهای زیرزمینی برای محافظت هواپیماها می‌باشند. پایگاه‌های نظامی ممکن است توسط پدافند هوایی و نیروهای نظامی محافظت شوند.

## پایگاه هوایی جاده‌ای
پایگاه‌های هوایی جاده‌ای یا باند فرود جاده‌ای، بزرگراه‌هایی هستند که با هدف امکان استفاده نظامی در صورت وقوع جنگ ساخته شده‌اند. سوئد، هند، و فنلاند از جمله دارندگان این نوع پایگاه‌های هوایی می‌باشند.